# 勝村成雄
勝村 成雄（かつむら しげお ）は、日本の化学者。関西学院大学名誉教授。専攻は有機化学。

## 来歴
1968年、関西学院大学理学部化学科卒業。1973年大阪市立大学大学院理学研究科博士課程修了。大阪市立大学理学博士。1973年から1986年まで、大阪市立大学助手。その間、1977年から1979年まで、米国マサチューセッツ工科大学博士研究員。1986年に、大阪市立大学講師。1989年に関西学院大学理学部助教授に就任。1990年に同大学教授に昇任。その後、2002年に、学部改編に伴い、同大学理工学部教授。その間、有機合成化学協会関西支部長、日本化学会近畿支部副支部長、近畿化学協会評議員等を歴任。